# 16 кварталів
«16 кварта́лів» (англ. «16 Blocks») — американський кримінальний бойовик режисера Річарда Доннера, що вийшов 2006 року. У головних ролях Брюс Вілліс, Мос Деф, Девід Морс.
Сценаристом стрічки був Річард Венк, продюсерами — Рендалл Емметт, Аві Лернер та інші. Вперше фільм продемонстрували 3 березня 2006 року у США.
В Україні у кінопрокаті прем'єра фільму відбулась 27 квітня 2006 року.

## Сюжет
Джек Мослі відпрацював нічну зміну, проте його начальство доручає Джеку доставити до суду Едді, важливого свідка у справі корумпованих поліцейських. Між відділком і залом суду всього 16 кварталів, проте це дуже велика відстань, якщо свідчення Едді можуть когось посадити за ґрати.

## У ролях
| Актор        | Персонаж                                            | Роль                                                                       |
| ------------ | --------------------------------------------------- | -------------------------------------------------------------------------- |
| Брюс Вілліс  | Джек Мослі (англ. Jack Mosley)                      | детектив поліцейського відділку в Нью-Йорку                                |
| Мос Деф      | Едвард «Едді» Банкер (англ. Edward "Eddie" Bunker)  | свідок у корупційній справі проти поліцейських                             |
| Девід Морс   | Френк Нюґент (англ. Frank Nugent)                   | детектив поліцейського відділку в Нью-Йорку, колишній напарник Джека Мослі |
| Дженна Стерн | Даєн Мослі (англ. Diane Mosley)                     | сестра Джека Мослі                                                         |
| Кейсі Сендер | Ден Ґрубер (англ. Dan Gruber)                       | капітан поліцейського відділку в Нью-Йорку                                 |
| Силк Козарт  | Джиммі Малвей (англ. Jimmy Mulvey)                  | детектив поліцейського відділку в Нью-Йорку                                |
| Роберт Ракі  | Джеррі Шу (англ. Jerry Shue)                        | детектив поліцейського відділку в Нью-Йорку                                |
| Девід Заяс   | Роберт "Боббі" Торрес (англ. Robert "Bobby" Torres) | детектив поліцейського відділку в Нью-Йорку                                |
| Саша Ройз    | Келлер (англ. Kaller)                               | детектив поліцейського відділку в Нью-Йорку                                |
| Том Влашига  | —                                                   | пасажир автобуса                                                           |

## Сприйняття

### Критика
Фільм отримав загалом змішані відгуки: Rotten Tomatoes дав оцінку 55 % на основі 159 відгуків від критиків (середня оцінка 5,9/10) і 58 % від глядачів із середньою оцінкою 3,2/5 (162,819 голосів). Загалом на сайті фільм має негативний рейтинг, фільму зарахований «гнилий помідор» від кінокритиків і «розсипаний попкорн» від глядачів, Internet Movie Database — 6,6/10 (92 439 голосів), Metacritic — 63/100 (34 відгуки критиків) і 6,4/10 від глядачів (104 голоси). Загалом на цьому ресурсі від критиків і від глядачів фільм отримав позитивні відгуки.

### Касові збори
Під час показу у США, що розпочався 3 березня 2006 року, фільм був показаний у 2,706 кінотеатрах і зібрав $11,855,260, що на той час дозволило йому зайняти 2 місце серед усіх прем'єр. Показ фільму протривав 84 дні (12 тижнів) і завершився 25 травня 2006 року, за цей час фільм зібрав у прокаті у США $36,895,141, а у решті світу $28,769,580, тобто загалом $65,664,721 при бюджеті $52 млн. Від продажу DVD-дисків було вторговано $17,549,943.
Під час показу в Україні, що стартував 27 квітня 2006 року, протягом першого тижня фільм зібрав $80,739, що на той час дозволило йому зайнятимісце серед усіх прем'єр. В Україні фільм зібрав $111,022.

### Нагороди і номінації[11]
| Рік  | Нагорода           | Категорія                                      | Номінант | Результат |
| ---- | ------------------ | ---------------------------------------------- | -------- | --------- |
| 2006 | Black Movie Awards | Видатне виконання чоловічої ролі другого плану | Мос Деф  | Номінація |